# Elvira Pilar Rissech
Elvira Pilar Rissech (Buenos Aires, 1937-11 de abril de 2010) fue una pionera argentina de la sociología. Se graduó en la Universidad de Buenos Aires y es reconocida tanto por sus aportes sobre inmigración judía en Argentina como por estudiar la enfermedad de Chagas-Mazza desde la perspectiva de las ciencias sociales. 

## Trayectoria
Elvira Risecch nació en 1937, y vivió en la Ciudad de Buenos Aires. Estudió en la Universidad de Buenos Aires, y allí formó parte de los primeros egresados en la carrera, en los años 60. Según la socióloga Alcira Argumedo, Elvira Rissech formaba parte del grupo de pensadores llamado socialistas utópicos.
Apenas graduada, formó parte de la investigación sobre "Desarrollo comunitario y cambio social. Investigación acerca de los factores que favorables y las
resistencias al cambio social en una zona de la Argentina", dirigida por Albert Meister con la colaboración de otros investigadores del Departamento de Sociología de la UBA como Hugo Calello, Santos Colabella, Elizabeth Jelin, Ana Lía Kornblit y Daniel Slutzky.

## Aportes al estudio de movimientos migratorios en Argentina
Sus primeros trabajos en sociología estuvieron relacionados con el estudio de los movimientos migratorios en Argentina. En 1974 realizó un estudio de las actitudes de la población de la ciudad de San Carlos de Bariloche (Argentina) hacia los inmigrantes chilenos. En 1980 publicó "Panorama de la Inmigración a Argentina 1857-1970", realizado en colaboración con Mario Nascimbene.
A principio de la década de los 80 Elvira Rissech trabajó con el Archivo de Migraciones de Argentina, registrando y analizando de los rechazos de barcos cuyo pasaje estaba compuesto por refugiados judíos. En 1986 plasmó sus investigaciones en el trabajo "Inmigración Judía en la Argentina 1938-1942: Entre la aceptación y el rechazo". También colaboró con la Comisión Nacional para el Retorno de Argentinos en el Exterior.

## Aportes al estudio de la enfermedad de Chagas-Mazza
Posteriormente dirigió sus intereses hacia el campo de la población y la salud, en particular a los temas relacionados con la enfermedad de Chagas-Mazza. Luego de trabajar en CONICET, se estableció en el Instituto Nacional de Parasitología “Dr. Mario Fatala Chaben”, desde donde aportó la mirada de las ciencias sociales para el abordaje integral del problema. Se la reconoce porque “sus investigaciones indagaron en los aspectos sociales, enfatizando tanto en el entramado de representaciones sociales sobre el Chagas, como en la problemática de la discriminación laboral sufrida por las personas afectadas. Desde su perspectiva pensaba a la enfermedad de Chagas como construcción del sujeto social y fue este pensamiento, superador de la visión estrictamente biomédica, el que transmitía en sus trabajos, charlas y publicaciones.” La postura de Rissech al respecto de la discriminación laboral en Chagas fue categórica: “La discriminación laboral de las personas con “enfermedad” en el caso del Chagas atenta contra el derecho al trabajo que postulamos como un derecho humano básico.”
También exploró las diferencias de género en las personas con Chagas: "hombres y mujeres difieren en la manera de vivir el Chagas. Los hombres están muy preocupados por la discriminación laboral que efectivamente tiene lugar y las mujeres están principalmente preocupadas por la transmisión vertical (a sus hijos). En muchos casos también sufren la discriminación laboral, pero, en general, trabajan en tareas donde no hay examen prelaboral. Aunque en algunos pocos casos, cuando las empleadas domésticas les dijeron a sus empleadoras que tenían Chagas, sí fueron despedidas."
Formó parte del Consejo Consultivo del Ministerio de Salud de la Nación para la elaboración del Plan Nacional de Chagas en 2007.
Elvira Rissech falleció en 2010.

## Distinciones
En 2015 se le realizó un homenaje en el libro Hablamos de Chagas, que editó el CONICET: A la memoria de Pilar Nieto de Alderete, Elvira Rissech y Silvana Lucy Vallvé Tres mujeres dedicadas a la búsqueda de caminos innovadores para hacer frente a la problemática del Chagas. Tres miradas comprometidas, humildes y apasionadas, que esperamos tengan su reflejo en estas páginas…
También en 2015 se dedicó a su memoria el artículo Conocimiento, percepción y actitud sobre la enfermedad de Chagas en un centro de referencia urbano con las siguientes palabras "Un profundo agradecimiento a la Lic. Elvira Rissech que fue pionera en promover los aspectos sociales de las personas afectadas por enfermedad de Chagas. A su memoria".